# Henry H. Carter

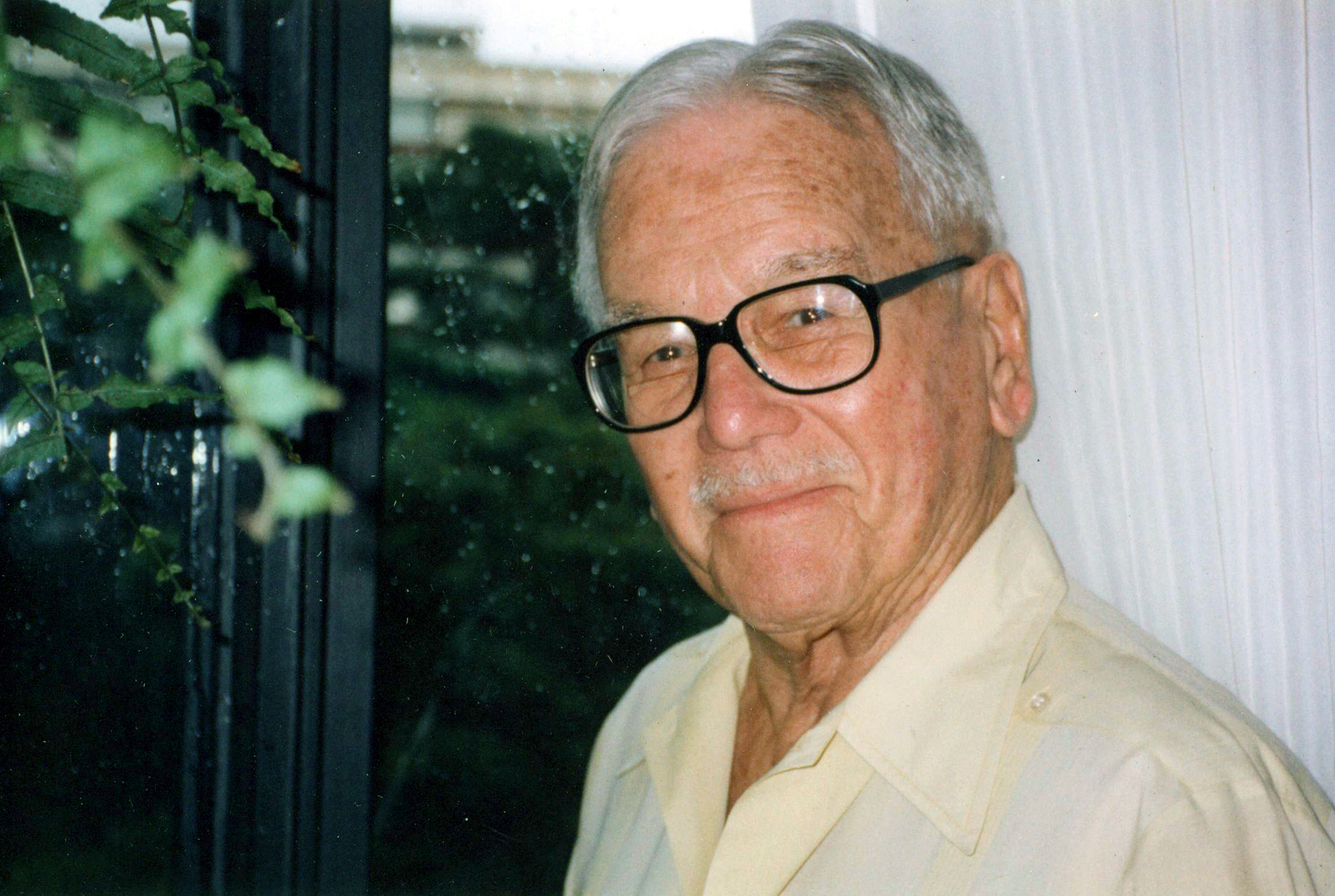
Henry H. Carter, 1994

Henry H. Carter (1905 - 2002) foi professor estadunidense de línguas românicas da Universidade de Notre Dame, em Indiana, historiador, arqueólogo, diplomata e escritor de inúmeros contos escritos em diversas línguas. Aposentou-se pela universidade deixando várias contribuições principalmente sobre literatura espanhola e trabalhos inacabados sobre mitos e religião ocidental.

## Obra
- Estudo e Edição Paleográfica da Linguagem de Parte do Código Alcobacensis 200; Filadelfia: Universidade de Pennsylvania, 1938.[1]
- Cancioneiro da Ajuda: Uma Edição Diplomática; Nova Iorque: Modern Language Association of America, 1941.[2]
- Contos e anedotas brasileiros, Boston: D. C. Heath and Co., 1942.
- O Livro Português de José de Arimatéia - Edição Paleográfica com Introdução, Estudos Linguísticos, Notas, Placas e Glossário, (editor), Carolina do Norte; Universidade Chapel Hill da Carolina do Norte, 1967.
- Cuentos de España hoy (compilado por); Holt, Rinehart and Winston, 1974. ISBN 0030860423